# Claudia Emmert
Claudia Emmert (* 1965 in Stuttgart) ist eine deutsche Kunsthistorikerin und Kuratorin. Seit Oktober 2014 ist sie Direktorin und Geschäftsführerin des Zeppelin Museums in Friedrichshafen; davor leitete sie das Kunstpalais in Erlangen. Sie ist außerdem Mitglied im Vorstand von ICOM Deutschland, Mitglied der Ankaufskommission für die Sammlung zeitgenössischer Kunst der Bundesrepublik Deutschland und übernahm die künstlerische Leitung der 16. Triennale Kleinplastik Fellbach. Ab dem 1. Dezember 2025 wird Emmert die neue Direktorin des Kunstmuseum Bonn.

## Beruflicher Werdegang
Claudia Emmert studierte Kunstgeschichte, Germanistik und Romanistik an der Universität Stuttgart. 1997 wurde sie mit der Arbeit Bühnenkompositionen und Gedichte von Wassily Kandinsky im Kontext eschatologischer Lehren seiner Zeit 1896–1914 promoviert. 1992 bis 1994 war sie Dozentin für Kunstgeschichte und Kostümkunde an der Staatlichen Modeschule Baden-Württemberg in Stuttgart und danach bis 1999 Leiterin der Galerie der Stadt Fellbach und stellvertretende Leiterin des Kulturamts Fellbach.
Von 1999 bis 2009 war sie Leiterin des DSV Kunstkontors im Deutschen Sparkassenverlag in Stuttgart und von 2001 bis 2009 Dozentin an den Sparkassen-Akademien und Hochschulen in Potsdam, Bonn, Landshut und Neuhausen auf den Fildern. Von Mai 2009 bis September 2014 war sie Gründungsdirektorin des Kunstpalais und Leiterin der Städtischen Sammlung Erlangen. Im Sommersemester 2014 hatte sie einen Lehrauftrag am Institut für Kunstgeschichte der Friedrich-Alexander-Universität Erlangen-Nürnberg. Seit Oktober 2014 ist sie als Nachfolgerin von Ursula Zeller Direktorin des Zeppelin Museums in Friedrichshafen.
Von 2017 bis 2020 war sie Mitglied im wissenschaftlichen Beirat der 4. Sächsischen Landesausstellung Boom. 500 Jahre Industriekultur in Sachsen, die vom Deutschen Hygiene-Museum, Dresden ausgerichtet wurde. 2020 entwickelte sie gemeinsam mit dem Team des Zeppelin Museums eine Online-Diskursplattform debatorial.de, die erstmals zur Ausstellung „Beyond States. Über die Grenzen von Staatlichkeit“ gelauncht wurde.
2021 war sie zum „Runden Tisch Museen und Klimaschutz“ der Beauftragten der Bundesregierung für Kultur und Medien eingeladen. Von 2022 bis 2023 war sie Mitglied der Arbeitsgruppe „Klimaschutz und Nachhaltigkeit in Museen“ des Deutschen Museumsbundes und Co-Autorin des Leitfadens „Klimaschutz im Museum“.
Am 4. November 2022 wurde sie im Rahmen der Jahrestagung im Deutschen Technikmuseum in Berlin in den Vorstand von ICOM Deutschland gewählt. Für die Amtszeit 2023 bis 2025 vertritt sie ICOM Deutschland im „Fachausschuss Bildung“ des Deutschen Kulturrates.
Am 31. März 2023 wurde sie von der Staatsministerin und Beauftragten der Bundesregierung für Kultur und Medien Claudia Roth für fünf Jahre in die Ankaufkommission der Sammlung zeitgenössischer Kunst der Bundesrepublik Deutschland (Bundeskunstsammlung) berufen.
Im Oktober 2023 wurde Claudia Emmert außerdem in den wissenschaftlichen Beirat des „Lernorts Landshut“ der Bundeszentrale für Politische Bildung berufen. Im Juli 2024 wurde das Zeppelin Museum mit dem mit 30.000 Euro dotierten Lotto-Museumspreis Baden-Württemberg 2024 ausgezeichnet.
Claudia Emmert ist verheiratet mit dem Journalisten und Autor Olaf Deininger.

## Ausstellungen (Auswahl)
- Draußen vor der Tür. Fotografien zum Kriegsende. Mit Robert Capa, Hannes Kilian, Hilmar Pabel, Wolf Strache, Hansel Mieth und Otto Hagel, Rathaus Fellbach, 1995
- Konstellationen. Kunst aus Katalonien und Baden-Württemberg. Mit Joan Brossa, Antoni Tàpies, Susana Solano, Jürgen Brodwolf, Andrea Zaumseil, Rosalie, Galerie der Stadt Fellbach, 1998
- Meret Oppenheim Meets Man Ray. Fotografien, Grafiken und Objekte. Galerie der Stadt Fellbach, 1998
- August Sander. Antlitz der Zeit. Rathaus Fellbach, 1999
- Günther Uecker. Galerie der Stadt Fellbach, 1999
- Stephan Balkenhol. Deutscher Sparkassenverlag, Stuttgart, 2004
- Zhang Huan. Deutscher Sparkassenverlag, Stuttgart, 2008
- Glück Happens. Mit Lars Arrhenius/Daniel Westlund, Birgit Brenner, Mona Hatoum, Runa Islam, Christian Jankowski, Šejla Kamerić, Katharina Karrenberg, Aleksandra Mir, Karina Nimmerfall, Peter Piller, Tobias Rehberger, Luzia Simons, Alejandro Vidal, Erwin Wurm, Paola Yacoub. Kunstpalais, Erlangen, 2010
- Thomas Stimm. Terra. Kunstpalais, Erlangen, 2011
- M+M. Kommt erst mal zu mir. Kunstpalais, Erlangen, 2011
- Mathilde Rosier. Rite de Passage. Kunstpalais, Erlangen, 2011
- Ironic. Die feinsinnige Ironie der Kunst. Mit John Bock, Shannon Bool, Thorsten Brinkmann, Mark Dion, Anton Henning, Brigitte Kowanz, Ragnar Kjartansson, Peter Land, Patrick Mimran, Sener Özmen, Ahmet Ögüt, Claude Wall. Kunstpalais, Erlangen / Städtische Galerie, Bietigheim-Bissingen, 2011/2012
- Eckart Hahn. Der schwarze Duft der Schönheit. Kunstpalais, Erlangen / Kunstmuseum Heidenheim / Städtisches Kunstmuseum Singen, 2011/2012
- Töten. Mit Jenny Holzer, Taryn Simon, Anri Sala, Bjørn Melhus, Yves Netzhammer, Kitty Kraus, Eva und Franco Mattes, Milica Tomic, Parastou Forouhar, Michal Kosakowski, Simon Menner. Kunstpalais, Erlangen, 2012
- Thomas Locher. Parcours. Kunstpalais, Erlangen, 2012
- Benedikt Hipp. Luxstätt. Kunstpalais, Erlangen, 2012
- Common Ground. Mit Thorsten Brinkmann, Eckart Hahn, Andy Hope 1930, Josephine Meckseper, Alexej Meschtschanow. Gloria, Berlin, 2012
- Spiel und Ernst. Mit Robert Barry, Marcel Broodthaers, Eugen Gomringer, Jiri Kolár, Les Levine, Thomas Locher, Nina Neumaier, Cy Twombly. Ausstellung im Rahmen der Tagung „Spiel und Ernst. Formen – Poetiken – Zuschreibungen“ der Friedrich-Alexander-Universität Erlangen-Nürnberg, Philosophische Fakultät. Egloffsteinisches Palais, Erlangen, 2012
- Freiheit! Mit Ai Weiwei, Nedko Solakow, CAMP, Artur Żmijewski, Bouchra Khalili, Lars Ø Ramberg, Klara Lidén, Johanna Billing, Alexander Apóstol, Haejun Jo, Nikolaj Bendix Skyum Larsen. Kunstpalais, Erlangen 2013
- Kirstine Roepstorff. Walking Beside Time. Kunstpalais, Erlangen, 2013
- Almut Linde. Radical Beauty. Kunstpalais, Erlangen, 2014
- Affekte. Mit Halil Altındere, Keren Cytter, Cyprien Gaillard, Meiro Koizumi, Aernout Mik, Suzanne Opton, Santiago Sierra, Mathilde ter Heijne, Ryan Trecartin, Bill Viola, Tomoya Watanabe. Kunstpalais, Erlangen, 2014
- Andreas Feininger Aus weiter Ferne. Zeppelin Museum Friedrichshafen, 2015
- Ré Soupault. Das Auge der Avantgarde., Zeppelin Museum Friedrichshafen, 2015
- Anton Henning. Midnight in Paris. Zeppelin Museum Friedrichshafen, 2015
- Mariele Neudecker. Some Things Happen All at Once. Zeppelin Museum Friedrichshafen, 2016
- Möglichkeit Mensch. Körper, Sphären, Apparaturen mit AES+F Group, Christian Jankowski, Jon Rafman, Eva Kot‘átková, Ryan Trecartin, Marnix De Nijs, Sašo Sedlaček, Tim Berresheim, Revital Cohen & Tuur Van Balen, Art Orienté Objet, Heather Dewey-Hagborg, Eduardo Kac, Viktoria Modesta, Hiroshi Ishiguro und Mariechen Danz, mit Co-Kurator Jörg Scheller, Zeppelin Museum Friedrichshafen, 2016
- Otto Dix – Alles muss ich sehen! Ausstellung zum 125. Geburtstag von Otto Dix, zusammen mit Kuratorin Ina Neddermeyer, Zeppelin Museum Friedrichshafen, 2016/2017
- Ottmar Hörl – Aller Anfang ist schwer, Installation von Ottmar Hörl. Gemeinsam kuratiert mit Carolin Gennermann. Zeppelin Museum Friedrichshafen, 2017
- KULT! Legenden, Stars und Bildikonen, mit Halil Altındere, Kenneth Anger, Yael Bartana, Candice Breitz, Aleksandra Domanović, Dani Gal, Christoph Girardet, Benedikt Hipp, Josh Kline, Johannes Paul Raether, Jeremy Shaw, Julius von Bismarck und Aby Warburg. Gemeinsam kuratiert mit Ina Neddermeyer, Jürgen Bleibler, Sabine Mücke und Friederica Ihling. Zeppelin Museum Friedrichshafen, 2017
- Max Ackermann: Der Motivsucher., gemeinsam kuratiert mit Ina Neddermeyer. Zeppelin Museum Friedrichshafen, 2017
- Schöne neue Welten. Virtuelle Realitäten in der zeitgenössischen Kunst, mit Halil Altındere, Salome Asega & Reese Donohue & Tongkwai Lulin, Trisha Baga, Banz & Bowinkel, micha cárdenas, Harun Farocki, Forensic Architecture, Sidsel Meineche Hansen, Florian Meisenberg, The Nest Collective. Gemeinsam kuratiert mit Ina Neddermeyer. Zeppelin Museum Friedrichshafen, 2017
- Innovationen! Zukunft als Ziel, gemeinsam kuratiert mit Jürgen Bleibler und Barbara Waibel. Zeppelin Museum Friedrichshafen, 2018
- Eigentum verpflichtet. Eine Kunstsammlung auf dem Prüfstand, gemeinsam kuratiert mit Fanny Stoye und Sabine Mücke. Zeppelin Museum Friedrichshafen, 2018
- Wege in die Abstraktion. Marta Hoepffner und Willi Baumeister, gemeinsam kuratiert mit Ina Neddermeyer. Zeppelin Museum Friedrichshafen, 2019
- Fetisch Zukunft. Utopien der dritten Dimension, mit Nuotama Frances Bodomo, Andreas Feininger, Alexandra Daisy Ginsberg, Alexander Kluge, Marie Lienhard, Tomás Saraceno, Jacolby Satterwhite, Timur Si-Qin, Anton Vidokle und Aby Warburg und über 80 Exponate der Luftfahrtgeschichte. Gemeinsam kuratiert mit Jürgen Bleibler und Ina Neddermeyer, Zeppelin Museum 2022
- Into the deep. Minen der Zukunft, mit Ignacio Acosta, Bureau d ’études, Armin Linke, Kristina Õllek und Bethany Rigby und weiteren Exponaten aus Aluminium als Werkstoff des Luftschiffbaus. Gemeinsam kuratiert mit Jürgen Bleibler und Ina Neddermeyer, Zeppelin Museum 2023
- Choose your Player. Spielwelten von Würfel bis Pixel, mit Larry Achiampong, Keiken, LuYang und Afrah Shafiq, kuratiert mit Jürgen Bleibler, Mara Kölmel, Felix Banzhaf und Stephanie Milling, in Kooperation mit dem gamelab.berlin der Forschungs- und Entwicklungsplattform der Humboldt-Universität und dem Spiele-Projekt Orkenspalter TV, Zeppelin Museum 2024

## Auszeichnungen
- Auszeichnung des D&AD Digital and Analog Design Award, London, für die Publikation „Sparkassenkunst“, London, 2008
- Auszeichnung des ADC Art Directors Club, Berlin, für die Publikation „Sparkassenkunst“, Berlin, 2008